# New Hampshire National Guard

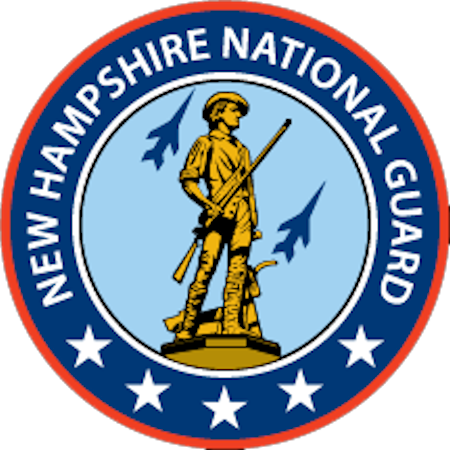
Logo der New Hampshire National Guard

Die New Hampshire National Guard (NHNG) des New Hampshire Department of Defense, Veterans, and Emergency Management des US-Bundesstaates New Hampshire ist Teil der im Jahr 1903 aufgestellten Nationalgarde der Vereinigten Staaten (akronymisiert USNG) und somit auch Teil der zweiten Ebene der militärischen Reserve der Streitkräfte der Vereinigten Staaten.

## Organisation
Die Mitglieder der Nationalgarde sind freiwillig Dienst leistende Milizsoldaten, die dem Gouverneur von New Hampshire (seit 2025: Kelly A. Ayotte) unterstehen. Bei Einsätzen auf Bundesebene ist der Präsident der Vereinigten Staaten Commander-in-Chief. Adjutant General of New Hampshire ist Major General David J. Mikolaities.
Die New Hampshire National Guard führt ihre Wurzeln auf 1680 durch den britischen Gouverneur John Cutt gegründete Milizverbände in der New Hampshire Colony zurück. Die New Hampshire Militia spielte im Amerikanischen Unabhängigkeitskrieg eine wichtige Rolle, so z. B. bei der Schlacht von Bunker Hill 1775.  Die Nationalgarden der Bundesstaaten sind seit 1903 bundesgesetzlich und institutionell eng mit der regulären Armee und (seit 1948) der Luftwaffe verbunden, so dass (unter bestimmten Umständen mit Einverständnis des Kongresses) die Bundesebene auf sie zurückgreifen kann. New Hampshire unterhält zurzeit keine Staatsgarde, die allein dem Bundesstaat verpflichtet wäre.
Die New Hampshire National Guard besteht aus den beiden Teilstreitkraftgattungen des Heeres und der Luftstreitkräfte, namentlich der Army National Guard und der Air National Guard. Die New Hampshire Army National Guard hatte 2017 eine Stärke von 3271 Personen, die New Hampshire Air National Guard eine von 1103, was eine Personalstärke von gesamt 4374 ergibt.

## Wichtige Einheiten und Kommandos
- Joint Forces Headquarters in Concord

### Army National Guard
- 197th Fires Brigade in Manchester
  - 3rd Battalion, 197th Field Artillery Regiment (HIMARS) in Concord
- 3643rd Brigade Support Battalion in Manchester
- 54th Troop Command
  - 114th Public Affairs Detachment
  - 39th Army Band at Manchester
  - Company C, 3rd Battalion, 172nd Infantry Regiment (Mountain) in Milford
  - 160th Engineer Detachment in Concord
  - 237th Military Police Company
  - 1986th Support Detachment (CCT) in Concord
- 12th Civil Support Team in Strafford
- New Hampshire Medical Command
- C Company, 3rd Battalion (General Support), 238th Aviation Regiment (Air Ambulance) in Concord

### Air National Guard
- 157th Air Refueling Wing1 auf der Pease Air National Guard Base in Portsmouth